# 프레시 오프 더 보트
《프레시 오프 더 보트》(영어: Fresh Off the Boat)는 2015년부터 2020년까지 방영된 미국의 시트콤으로, 대만계 미국인 음식연구가 에디 황의 이야기와 그가 쓴 동명의 자서전에 기반한 연속극이다. 허드슨 양, 랜들 박, 콘스턴스 우, 포리스트 휠러, 이언 천, 루실 쑹 등 동양계 배우들이 황씨 집안 식구들 역으로 대거 출연한다.

## 출연

### 주연
- 허드슨 양 - 에디 황
- 랜들 박 - 루이 황
- 콘스턴스 우 - 제시카 황
- 포리스트 휠러 - 에머리 황
- 이언 천 - 에번 황
- 루싱 쑹 - 제니 황 할머니
- 첼시 크리스프 - 허니 엘리스
- 레이 와이즈 - 마빈 엘리스

### 조연
- 폴 시어 - 미치
- 레이철 캐넌 - 디어드리 샌더슨
- 스테이시 스카울리 - 캐럴조앤
- 콜린 라이언 - 어맨다
- 킴벌리 크랜들 - 리사
- 아든 머린 - 애슐리 알렉산더
- 데이비드 골드먼 - 찰리 헌터 교장 선생님
- 마리아 뱀퍼드 - 토머스 교장 선생님
- 수전 박 - 코니 천
- C. S. 리 - 스티브 천
- 켄 정 - 진 황
- 에디 황 - 본인